# Klaus Fichtel
Klaus Fichtel surnommé Tanne (le sapin en français), né le 19 novembre 1944 à Castrop-Rauxel, est un footballeur international allemand. Il jouait au poste de défenseur. Il dispute son dernier match de Bundesliga à 43 ans et six mois, faisant de lui le plus vieux joueur en activité dans le championnat allemand. Pendant quatre ans il était le joueur ayant disputé le plus de match en Bundesliga avant d'être détrôné par Manfred Kaltz.
Il fut de la sélection allemande lors de la Coupe du monde 1970 au Mexique.

## Carrière

### Les débuts et Schalke 04
Klaus Fichtel commence à jouer au football à l'Arminia Ickern un club de sa ville natale, Castrop-Rauxel dans la région de la Ruhr. Il joue au niveau amateur et travaille dans les mines. À vingt ans il rejoint le club de Schalke 04, qui termine la saison 1964-1965 à la 16e et dernière place de Bundesliga, mais sera sauvé car le championnat allemand passe à 18 clubs la saison suivante et que le Hertha Berlin se voit retirer sa licence. L'équipe de Schalke 04 perd à ce moment tous ses cadres et est avant la saison 1965-1966 en pleine reconstruction. Avec Klaus Fichtel, Josef Elting (de), Heinz-Dieter Lömm (de) et Klaus Senger (de), le club se reconstruit avec les talents de la région, qui sont lancés dans le bain de la première division allemande. Dès sa première saison en professionnel, Klaus Fichtel impressionne, il jouera tous les matchs de la saison. Klaus Fichtel s'affirme en patron de la défense et le club s'assure le maintien en terminant à la 14e place. Pourtant il avait mal commencé la saison, quand lors de la première journée, le 14 août 1965, il marque l'unique but du match chez le VfB Stuttgart contre son camp. La victoire à domicile devant 38 000 spectateurs assurant le maintien de Schalke cette saison, reste pour Fichtel un de ses meilleurs souvenirs de joueur.
Le club de Schalke 04 sera encore les saisons suivantes dans le bas du classement de la Bundesliga, même avec un Klaus Fichtel qui continue à impressionner, de façon à le voir sélectionner en 1967 la première fois en équipe d'Allemagne. Lors de la saison 1968-1969, Fichtel et son club terminent à la 7e place et se qualifient pour la finale de la Coupe d'Allemagne. Le club de la Ruhr perdra 1 à 2 contre le champion d'Allemagne, le Bayern Munich, mais sera qualifié pour la Coupe d'Europe des vainqueurs de coupe de football 1969-1970. Schalke ira jusqu'en demi-finale dans son épopée européenne et ne sera battu que par le futur vainqueur, Manchester City.
Lors de la saison 1970-1971, Schalke termine à la 6e place, mais la saison sera entachée par le scandale des matchs truqués en Bundesliga. Dans le match mis en cause, le 17 avril 1971, contre Arminia Bielefeld, Klaus Fichtel n'aura joué que la première mi-temps. En 1973, tous les joueurs de Schalke ayant participé au match seront bannis. Klaus Fichtel sera exclu du football de mars 1973 à mars 1975, il sera ensuite gracié le 24 janvier 1974 et fera son retour dans l'équipe deux jours plus tard en déplacement chez Kickers Offenbach (victoire de Schalke 04 2 à 1).
Pendant les investigations du scandale de la Bundesliga, Fichtel et Schalke joueront une des meilleures saisons, il seront champion d'automne mais seront rattrapés lors du dernier match de la saison par le Bayern Munich. Schalke se consolera avec la victoire en finale de la Coupe d'Allemagne en gagnant 5 à 0 contre Kaiserslautern. Mais à cause du scandale de la Bundesliga Klaus Fichtel ne sera pas retenu dans l'équipe d'Allemagne pour disputer le Championnat d'Europe de football 1972 en Belgique.
Autre conséquence du scandale, le club de Schalke ne pourra pas rééditer sa saison 71-72, il faudra attendre l'arrivée de nouveaux talents et la saison 1976-1977 pour revoir le club de la Ruhr en haut du tableau. Il terminera vice-champion, et Fichtel aura disputé toutes les rencontres du championnat. La saison suivante le club sera  8e et Fichtel après 15 ans de service pour Schalke rejoint le Werder Brême qui vient de descendre en deuxième Bundesliga.

### Werder Brême
Avec Klaus Fichtel en défense le Werder Brême aligne la meilleure défense de 2.Bundesliga et termine à la première place, synonyme de remontée directe en première division. Lors de la saison 1982-1983 le Werder Brême termine à égalité de points en tête du classement avec Hambourg, mais ne sera que vice-champion, le Hambourg SV ayant une meilleure différence de buts. À 39 ans, Klaus Fichtel quitte le Werder Brême et prévoyait un arrêt de carrière de joueur.

### Retour à Schalke 04
Klaus Fichtel revient à Schalke pour un poste d'entraineur assistant, mais avec la blessure du défenseur Bernard Dietz, il sera obligé de rechausser les crampons, et jouera les 26 rencontres restantes de la saison 1984-1985.
Le 26 août 1986, a lieu dans le Parkstadion de Gelsenkirchen le match d'adieu de Klaus Fichtel, en présence des légendes allemandes Fritz Walter, Uwe Seeler et Franz Beckenbauer, ainsi que les stars internationales Johan Cruyff, Hans Krankl et René Vandereycken. Mais il sera de nouveau obligé de jouer pour Schalke 04 et fera finalement son dernier match de Bundesliga à 43 ans six mois et deux jours le 21 mai 1988, contre le Werder Brême. Avec Schalke 04 il aura disputé 477 matchs de championnat, 53 matchs de coupe d'Allemagne et 20 matchs de coupe d'Europe. Il est également à ce jour le joueur le plus âgé de la Bundesliga.

### Équipe nationale
Dès sa première saison chez les professionnels, Klaus Fichtel est convoqué dans l'équipe nationale junior, il joue son premier match le 12 octobre 1966 contre la Turquie. Quelques mois plus tard, le 22 février 1967, il joue son premier match avec l'équipe d'Allemagne, aux côtés de Franz Beckenbauer et Willi Schulz. Les Allemands remportent le match amical contre le Maroc 5 à 1. Lors des matchs internationaux suivants Fichtel sera un élément important dans la défense allemande, il marquera son premier but le 22 octobre 1969 à Hambourg devant 72 000 spectateurs en égalisant contre l'Écosse dans une partie que les Allemands remporteront 3 à 2. Lors de la Coupe du monde 1970 au Mexique, Klaus Fichtel jouera toutes les rencontres et remportera la médaille de bronze contre l'Uruguay.
À cause du scandale de la Bundesliga il ne fera pas partie de l'effectif qui remportera le championnat d'Europe en 1972 et la Coupe du monde en 1974. Son dernier match international a lieu le 17 novembre 1971 à Hambourg contre la Pologne.

### Après carrière
Après sa carrière de joueur Klaus Fichtel entraîne des équipes de jeunes ou des amateurs, il reviendra ensuite à Schalke 04 comme recruteur. Il s'adonne lors de sa retraite à l'élevage de pigeons et les courses de trot.

## Palmarès
- 23 sélections et 1 but en équipe d'Allemagne entre 1967 et 1971
- Vice-Champion d'Allemagne en 1972 et 1977 avec Schalke 04
- Vainqueur de la Coupe d'Allemagne en 1972 avec Schalke 04
- Finaliste de la Coupe d'Allemagne en 1969 avec Schalke 04
- Vice-Champion d'Allemagne en 1983 avec le Werder Brême